# Hypospicula
Hypospicula is een geslacht van wantsen uit de familie van de Miridae (Blindwantsen). Het geslacht werd voor het eerst wetenschappelijk beschreven door Chin & Cassis in 2018.

## Soorten
Het genus bevat de volgende soorten:

- Hypospicula banksiaphila Chin & Cassis, 2018
- Hypospicula finkensis Chin & Cassis, 2018